# Här är evangelium
Här är evangelium är en nattvardspsalm med text skriven 1984 av Ruben Janarv och musik skriven 1691 av Georg Christoph Strattner.

## Publicerad i
- Psalmer och sånger 1987 som nr 433 under rubriken "Kyrkan och nådemedlen - Nattvarden".[1]